# Frank Stoner
Frank Emil Stoner (* 25. Dezember 1894 in Vancouver (Washington); † 27. Oktober 1966 im Orange County) war während des Zweiten Weltkriegs Generalmajor (englisch Major General) und Chef des Funkdienstes der United States Army (englisch Chief of the U.S. Army Communication Service). Nach dem Krieg wurde er der erste Chief Communications Engineer (deutsch etwa „Chef-Kommunikationsingenieur“) der Vereinten Nationen (UN) und mit dem Aufbau eines globalen UN-Kommunikationsnetzes betraut.

## Leben
Als Sohn von Bal und Mary Jo Stoner im äußersten Nordwesten der Vereinigten Staaten geboren, studierte er in seinem Heimatstaat an der Washington State University und anschließend in West Point im US-Bundesstaat New York an der renommierten US-Militärakademie. Während des Ersten Weltkriegs diente er als Kompaniechef der 14th Philippine Scouts and Wire Company innerhalb des 1st Philippine Field Signal Battalion, einem Fernmelde-Bataillon. Am 31. August 1917 heiratete er Deah Gilroy. Nach dem Krieg diente er zunächst weiter als Kompaniechef, dann als Regiments-Adjutant, bevor er 1928 nach einer Ausbildung an der Fernmeldeschule (englisch Signal School) Offizier vom Dienst der Fernmeldestelle des Kriegsministeriums wurde. Inzwischen zum Hauptmann (englisch Captain) befördert, wurde er im Sommer 1930 an die Army Message Radio Transmitting Station (WAR) nach Fort Myer in Virginia versetzt. Ab 1937 war er der befehlshabende Offizier der Heeres-Fernmeldeschule (englisch Army Signal School) in Fort Monmouth im Monmouth County (New Jersey). Im Februar 1942, als sich die USA nach dem japanischen Angriff auf Pearl Harbor seit zwei Monaten im Krieg befanden, wurde er zum Brigadegeneral befördert und zum Chef des Funkdienstes des United States Army Signal Corps ernannt. In kriegswichtiger Funktion war er nun verantwortlich für das weltweite Kommunikationsnetz der US Army.
Auf Langwelle ließ er eine transatlantische Funkverbindung errichten. Diese konnte tagsüber und in der Nacht genutzt werden und war störunempfindlich gegenüber Polarlichtern. Außerdem entstand unter seiner Leitung die sogenannte Beltline (deutsch wörtlich „Gürtellinie“). Dabei handelte es sich um eine Kommunikationskette entlang des Äquators rund um die Erde. Hochfrequenztechnischer Vorteil war, dass die Ausbreitung von Funkwellen in den Tropen weniger durch ionosphärische Störungen beeinträchtigt wird als in polnäheren Breiten. Diese Funkkette wurde vom Army Command and Administrative Net (ACAN) genutzt und erlaubte die direkte Funkverbindung zu allen weltweit operierenden Einheiten (Schiffe, Flugzeuge und Truppenverbände) der Streitkräfte der Vereinigten Staaten. Über dieses Netz wurden im Jahr 1945 etwa 50 Millionen Wörter pro Tag übermittelt.
Frank Stoner wurde am 7. Dezember 1944 zum Generalmajor befördert. Er hat wesentlich zu den alliierten Kriegsanstrengungen beigetragen. Auch seine Leistungen nach dem Krieg verdienen höchste Anerkennung. So sorgte er ab Oktober 1946 in seiner neuen Funktion als Vorsitzender der Beratungskommission für funktechnische Angelegenheiten dafür, dass die neugegründeten UN (Vereinte Nationen) ein eigenes unabhängiges weltweit funktionierendes Kommunikationsnetz erhielten. Im April 1947 schied er aus dem Armeedienst aus, um erster Chef-Kommunikationsingenieur der UN zu werden.
Für außerordentliche Verdienste wurde ihm die Army Distinguished Service Medal verliehen. Er war Senior Member des Institute of Radio Engineers (IRE) und Offizier der französischen Ehrenlegion. Frank Stoner wurde 71 Jahre alt und ist in San Bruno in Kalifornien bestattet worden.